# Nässköljning

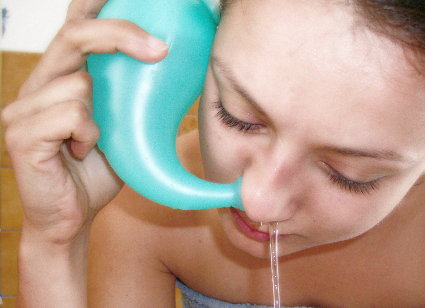
Kvinna som sköljer sin näsa med hjälp av en nässköljningskanna.

Nässköljning är att skölja näshålan och i viss mån bihålorna med ljummet vatten av fysiologisk salthalt. Praktiken har länge rekommenderats inom yoga, men har åtminstone sedan tidigt 2000-tal även ofta rekommenderats inom sjukvården. Nässköljning rekommenderas exempelvis vid förkylning, pollenallergi, nästäppa, bihåleinflammationer,  näspolyper, efter operationer i näshålan med mera. Det förekommer även att patienter blir rekommenderade att skölja näsan med ett kortisonpreparat blandat i sköljvattnet, särskilt som efterbehandling efter kirurgi.
Vid nässköljning inom yogan används normalt en nässköljningskanna som ibland kallas neti-kanna. Som sjukvårdstekniska produkter på apotek säljs även sprutor med silikonspets samt nässköljare i form av en mjuk pipförsedd plastburk som lätt kläms ihop. Oavsett typ av redskap får vattnet rinna in genom ena näsborren och ut ur den andra.